# Episodi di LEGO Ninjago: La rivolta dei draghi (seconda stagione)

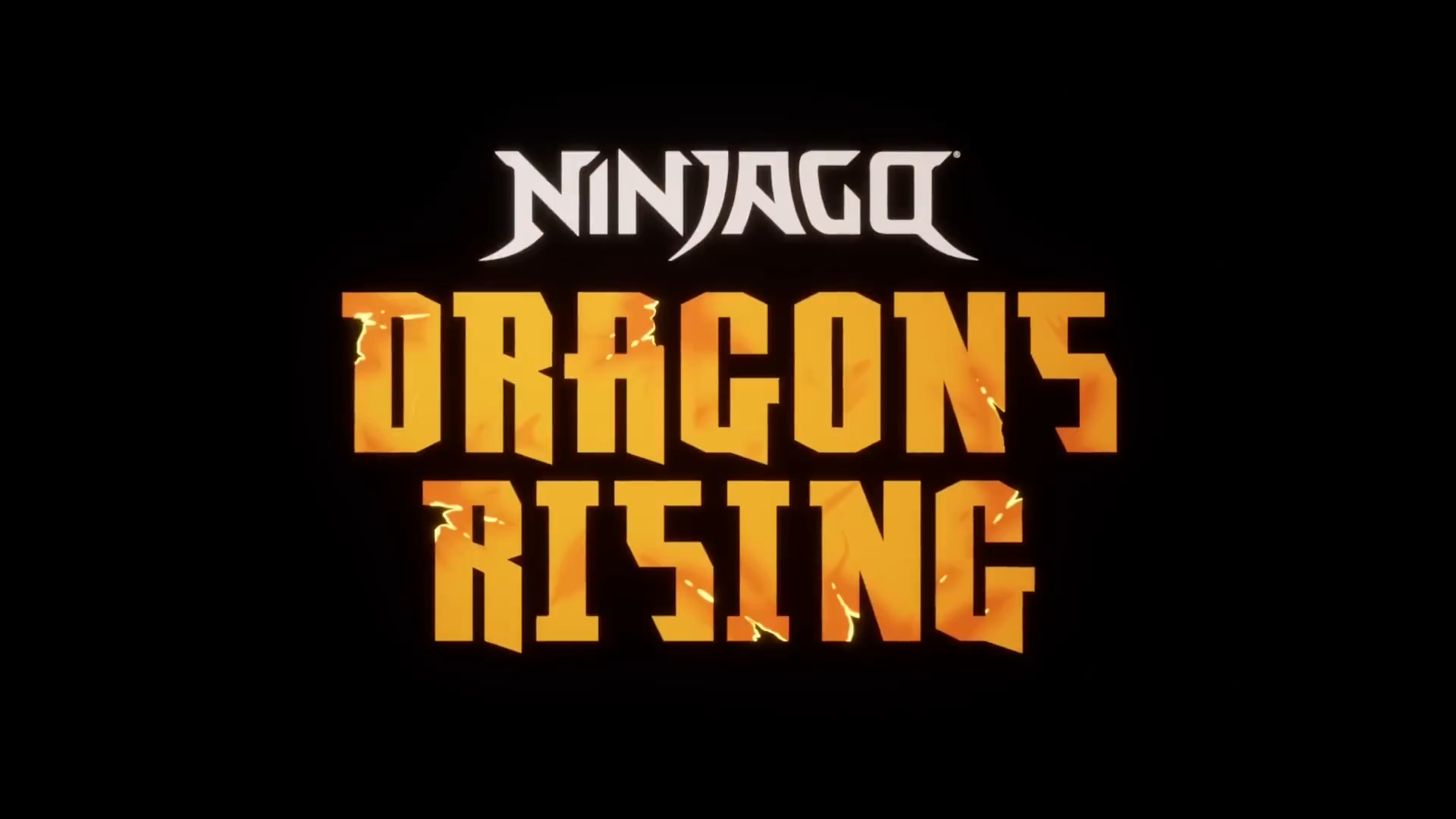

La seconda stagione, della serie animata Ninjago: La rivolta dei draghi (Ninjago: Dragons Rising), è composta da due parti di dieci episodi, per un totale di venti episodi, ciascuno della durata di 22 minuti.
Negli Stati Uniti d'America, in Canada e nell'America Latina, la prima parte della stagione è stata pubblicata il 4 aprile 2024. La seconda parte, invece, è stata trapelata il 25 luglio dello stesso anno su peacock, ma ufficialmente è stata pubblicata in un unico blocco il 3 ottobre 2024.
In Italia, la prima parte della stagione è cominciata ad uscire il 4 aprile 2024 sul canale YouTube della LEGO. La seconda parte, invece, è stata messa in onda dal 14 ottobre dello stesso anno, con il rilascio di un episodio al giorno, dal lunedì al venerdì alle 21:15 su Cartoon Network. In chiaro, l'intera stagione è andata in onda su Boing dal 5 ottobre 2024, con un episodio al giorno dal lunedì al venerdì alle 16:30.
La storia segue gli avvenimenti della prima stagione, con i tentativi dei ninja di fermare Ras che, alleato con Jordana, cerca di risvegliare i cinque proibiti, gli antichi e malvagi inventori dello Shatterspin, per compiere la volontà del suo misterioso maestro. Nella seconda parte, i ninja partecipano al torneo delle sorgenti e indagano sull'assassinio di un drago matriarca, avvenuto per mano di uno dei partecipanti, il cui sospettato numero uno è proprio Ras.
| nº            | Titolo originale           | Titolo italiano                | Prima TV USA   | Prima TV Italia |
| Prima parte   | Prima parte                | Prima parte                    | Prima parte    | Prima parte     |
| ------------- | -------------------------- | ------------------------------ | -------------- | --------------- |
| 1             | Blood Moon                 | La Luna di Sangue              | 4 aprile 2024  | 4 aprile 2024   |
| 2             | Shattered Dreams           | Il gong della frantumazione    | 4 aprile 2024  | 4 aprile 2024   |
| 3             | Beyond the Phantasm Cave   | Oltre la Grotta Fantasma       | 4 aprile 2024  | 11 aprile 2024  |
| 4             | Force From the East        | La forza dall'Oriente          | 4 aprile 2024  | 11 aprile 2024  |
| 5             | The Spell at the Waterfall | La storia di Bonzle            | 4 aprile 2024  | 18 aprile 2024  |
| 6             | To Mysterium               | Verso Mysterium                | 4 aprile 2024  | 18 aprile 2024  |
| 7             | Fugitive From Madness      | Una folle fuga                 | 4 aprile 2024  | 25 aprile 2024  |
| 8             | Secrets of the Wyldness    | I segreti delle Terre Selvagge | 4 aprile 2024  | 25 aprile 2024  |
| 9             | The Forest of the Spirits  | La Foresta degli Spiriti       | 4 aprile 2024  | 2 maggio 2024   |
| 10            | Rising Ninja               | Il ritorno di Nokt             | 4 aprile 2024  | 2 maggio 2024   |
| Seconda parte |                            |                                |                |                 |
| 11            | The Shape of Motion        | Il cucciolo di drago           | 3 ottobre 2024 | 14 ottobre 2024 |
| 12            | Enter the City of Temples  | La Città dei Templi            | 3 ottobre 2024 | 15 ottobre 2024 |
| 13            | They Gather for the Feast  | La vigilia del Torneo          | 3 ottobre 2024 | 16 ottobre 2024 |
| 14            | Inside the Maze            | Il ritorno di Jay              | 3 ottobre 2024 | 17 ottobre 2024 |
| 15            | United We Fall             | L'unione fa la forza           | 3 ottobre 2024 | 18 ottobre 2024 |
| 16            | Truth and Lies             | Una scomoda verità             | 3 ottobre 2024 | 21 ottobre 2024 |
| 17            | The Sword Shatters         | La spada della visione         | 3 ottobre 2024 | 22 ottobre 2024 |
| 18            | Clues and Suspects         | Indizi e sospetti              | 3 ottobre 2024 | 23 ottobre 2024 |
| 19            | The Final Game             | L'incontro finale              | 3 ottobre 2024 | 24 ottobre 2024 |
| 20            | Elements of Betrayal       | Il tradimento                  | 3 ottobre 2024 | 25 ottobre 2024 |

## La Luna di Sangue
- Titolo originale: Blood Moon
- Diretto da: Daniel Ife
- Scritto da: Kevin Burke e Chris "Doc" Wyatt

### Trama
Nel regno delle Terre Selvagge, Lord Ras conduce Jordana ad uno strano tempio dall'aspetto sinistro, il dojo dell'ombra, fuori dalla modernità di Imperium. Ras riesce ad aprire il dojo grazie all'energia del drago sorgente che Jordana stessa aveva prosciugato nel laboratorio dei sistemi avanzati. I due entrano all'interno della struttura, nel quale sono presenti maschere di lupo appese al muro e anche un antico gong dalle grandi dimensioni che Ras descrive come l'oggetto che serve per risvegliare poteri oscuri che il mondo non vede da secoli.
Nel frattempo, a Ninjago City, i ninja sono tornati nella scena pubblica, compiendo le piccole missioni quotidiane per salvare i cittadini anche da vecchi nemici come il Meccanico. Tutti gli interventi dei ninja vengono filmati e postati sui social, ma le persone si domandano ancora dove siano finiti Cole, Jay, il maestro Wu e P.I.X.A.L., ancora dispersi dopo la fusione. Arin e Sora, intanto, mentre giocano con Riyu, divenuto un drago adolescente, vengono avvisati da Mr. Frohicky che al monastero è arrivata una lettera da Kreel, la proprietaria della discarica presente nel quartiere di Crossroads. Arin e Sora, allora, vanno alla discarica, dove Kreel rivela che qualcuno è entrato nella sua proprietà senza far scattare l'allarme, ha spostato vari oggetti di antiquariato, ma non ha rubato niente. Arin e Sora fanno delle indagini e scoprono che anche altri negozi di antiquariato hanno subito la stessa sorte, per cui, quando vengono a sapere che un nuovo negozio di antiquariato sta per aprire a Crossroads, decidono di appostarsi lì vicino per scoprire il colpevole, supponendo che farà in quel posto la sua prossima mossa.
Al monastero, Lloyd non riesce a dormire per via di brutti incubi che continua a fare, in cui vede dei guerrieri lupo che lo inseguono e una luna di sangue. Kai e Zane gli consigliano di riposare e lo portano nel letto della sua stanza quando lui si addormenta in salotto. Al suo risveglio, Mr. Frohicky lo avvisa che Arin e Sora sono andati a fare un appostamento, per cui anche Lloyd si reca da loro per aiutare i due. Questi ultimi, intanto, insieme a Riyu, scoprono che il colpevole è un uomo maestro elementale del fumo, che sfrutta il suo potere per entrare nelle strutture senza aprire porte e, quindi, senza far scattare l'allarme. Il maestro del fumo trova quello che stava cercando, ovvero uno strano martello, e lo ruba dal negozio, cercando di scappare con due strani guerrieri lupo. Arin e Sora intervengono, ma vengono sconfitti senza sforzi. In quel momento, sul posto giunge Lloyd che, nonostante tutto, subisce lo stesso una sconfitta. Quando lo strano maestro del fumo scappa e rivela di lavorare per Lord Ras, Lloyd capisce che i suoi incubi sulla luna di sangue sono reali. Intanto, il martello rubato dal negozio viene portato a Ras che lo usa proprio per suonare il gong presente al dojo dell'ombra.

## Il gong della frantumazione
- Titolo originale: Shattered Dreams
- Diretto da: Allan Phan, Shane Poettcker
- Scritto da: Liz Hara

### Trama
Nel regno delle nuvole, mentre il capo-scrittore Suetonius chiede ai suoi monaci idee per rendere più vivace il loro tempo, fanno la loro comparsa Ras, Jordana e i guerrieri lupo. Suetonius capisce che i suoi monaci sono nei guai e a loro difesa interviene Euphrasia, la maestra del vento che, tuttavia, viene sconfitta da Ras e spedita giù dalle isole del regno delle nuvole. Euphrasia riesce a salvarsi grazie al suo potere e atterra vicino a Imperium, dove Percival, che ora sta prendendo le redini del suo regno, la salva, decidendo di portarla dai ninja per chiedere aiuto. Nel frattempo, al monastero, Lloyd rivela a Kai, Zane e Nya che i suoi incubi sono reali, dopo lo scontro avvenuto contro il maestro del fumo e i guerrieri lupo la sera prima. I ninja si recano quindi da Fedulian, proprietario del negozio di antiquariato, e poi da Hantro, una donna serpentina fornitrice di Fedulian che ha recuperato proprio il martello rubato. Hantro rivela di sapere solo che quel martello serve a suonare il gong della frantumazione per risvegliare poteri oscuri, ma non sa altro.
Dopo le informazioni ottenute, i ninja tornano al monastero e alla porta si presentano proprio Percival ed Euphrasia che raccontano dell'insediamento di Ras nel regno delle nuvole. I ninja prendono il Bounty e si dirigono proprio lì per intervenire, scoprendo che Suetonius è stato intrappolato in un bozzolo di ragnatela. Kai lo libera e Suetonius racconta che Ras è entrato nella biblioteca del regno delle nuvole ed è stato lui a maledire i vermi di ricerca che si erano rivoltati in passato contro i ninja stessi, sparando ragnatele e intrappolandoli in dei bozzoli. Ras, infatti, vuole trovare informazioni per tradurre dei testi antichi su come resuscitare i cinque proibiti, antichi maestri degli elementi che usavano tecniche oscure e malvagie per raggiungere i loro obiettivi e conquistare il regno in cui vivevano in passato, ma che successivamente vennero sconfitti da forze mistiche provenienti dall'Oriente.
I ninja decidono di intervenire in segreto per fermare Ras e Jordana, ma i guerrieri lupo si accorgono della loro presenza nel regno delle nuvole e nasce uno scontro. I ninja riescono ad avere la meglio, ma Ras rivela di aver già iniziato a risvegliare i poteri oscuri dei cinque proibiti, dato che è in possesso del gong della frantumazione, suonato con il martello rubato dal negozio di antiquariato. Ras richiede quindi l'intervento di un uomo di nome Cinder, che si scopre essere proprio il misterioso nuovo maestro del fumo. Kai lo sconfigge, ma Ras suona il gong e attiva un vecchio potere oscuro che potenzia chi ne fa uso, ovvero lo Shatterspin. Cinder, con quel potere, sconfigge Arin e Sora, mette fuori gioco Kai e Nya, rompe i circuiti di Zane e riesce a battere anche Lloyd senza problemi. Nya, vista la forza del nemico, propone ai suoi compagni di ritirarsi per riorganizzarsi meglio, pertanto i ninja fuggono via, mentre Ras avvisa le sue reclute che ormai il regno delle nuvole appartiene a lui e che, presto, i cinque proibiti risorgeranno.

## Oltre la Grotta Fantasma
- Titolo originale: Beyond the Phantasm Cave
- Diretto da: Daniel Ife
- Scritto da: Tanya Yuson

### Trama
Nel regno delle nuvole, Ras continua ad allenare Cinder con lo Shatterspin. Il maestro del fumo ha poi un diverbio con Jordana, ribandendo che ci può essere solo un vice-capo. Nel frattempo, a Ninjago, nel monastero di Spinjitzu, Arin si allena all'interno perché, nel cortile, Lloyd sta meditando sulle sue visioni davanti al quadro del maestro Wu, cercando un modo per sconfiggere lo Shatterspin. Nella notte, Lloyd riceve una visione dai sette draghi sorgente in persona che parlano tra loro per decidere cosa fare. Uno dei draghi sorgente rivela agli altri di essere stato imprigionato ad Imperium e che il ninja verde è colui che lo ha liberato. Un altro dei sette rivela invece che il potere di Lloyd è uno dei suoi, poiché un discendente del primo. Dopo una breve discussione, i draghi sorgente decidono di aiutare Lloyd indicandogli solo la via per trovare un modo per sconfiggere lo Shatterspin, facendogli vedere ulteriori visioni.
Lloyd avvisa gli altri, per cui lui, Arin, Sora, Riyu, Kai e Nya si dirigono nel punto indicato dalle visioni, mentre Mr. Frohicky e Zane restano al monastero insieme a Wyldfyre, rimasta ferita alla gamba dopo lo scontro con Cinder. Tuttavia, quando sono già in viaggio sul Bounty, i ninja scoprono che Wyldfyre si è infiltrata lo stesso nell'aeronave, non volendo restare da sola al monastero ad annoiarsi. Nonostante la disapprovazione di Kai, i ninja si rendono conto che è troppo tardi per riportarla indietro, poiché sono giunti alla destinazione delle visioni di Lloyd, ovvero una caverna dalle grandi dimensioni in una montagna. I ninja ci entrano con il Bounty, ma quando si accorgono di dover passare attraverso uno spiraglio per risalire, comprendono che devono lasciare l'aeronave. Intanto, Ras decide di mettersi in viaggio, riuscendo a spostare una delle isole del regno delle nuvole, per raggiungere un luogo ben preciso, dove vuole prendere qualcosa che gli serve.
I ninja, nel frattempo, usano dei rampini degli elementi costruiti da Sora per attraversare lo spiraglio. Giungono in una galleria più piccola, dove il buio li pervade, separandoli l'uno dall'altra. Tutti hanno brutte visioni basate sulle loro paure. Arin vede i suoi genitori che lo ripudiano. Sora vede Beatrix e Ras che vogliono farle del male. Lloyd vede il maestro Wu che lo sgrida dicendogli di non essere un bravo maestro. Nya, infine, vede il suo fidanzato Jay, che però sembra essersi scordato di lei. Da qui, Nya capisce che si tratta solo di una finta visione e riesce a liberare gli altri. I ninja giungono davanti a un portone enorme e Lloyd rivela che lì dovrebbe esserci il maestro che dovrebbe insegnare loro come sconfiggere lo Shatterspin. In quel momento, però, arriva un grosso drago che gli ruggisce contro in modo aggressivo.

## La forza dall'Oriente
- Titolo originale: Force from the East
- Diretto da: Allan Phan, Shane Poettcker
- Scritto da: Hanah Lee Cook

### Trama
Nella terra delle cose perdute, Cole è andato via da tempo e Geo, Bonzle, Fritz e Spitz sono rimasti soli e sentono la sua mancanza. I trovatori, mentre cercano oggetti tra le cianfrusaglie che arrivano sul posto, trovano la metà di un grande disco che loro già hanno. Mentre uniscono le due parti, nei cieli della terra delle cose perdute arriva l'isola del regno delle nuvole in cui Ras sta viaggiando, da dove scendono dei guerrieri lupo che tentano di attaccare i trovatori e di rapire Bonzle. La scheletrina si difende aiutata da Geo che, con il potere elementale dell'unione riesce a contrastare i guerrieri lupo. Questi si rivelano essere più del dovuto e i trovatori vanno in difficoltà, ma sul posto giunge finalmente Cole, tornato dal suo viaggio, che si getta nella mischia e difende i suoi amici.
Nel frattempo, in un'altra parte del mondo della fusione, Lloyd e gli altri ninja affrontano il drago che li ha attaccati, capendo di poter aprire il portone mettendo pietre in un secchio a esso collegato. Con la forza dell'unità riescono nell'impresa. Il drago, a quel punto, smette di essere aggressivo e, da dietro il portone, esce un altro drago dal colore diverso. Il drago uscito dal portone è una femmina e si presenta come Rontu, mentre l'altro è un maschio di nome Egalt. I due dimostrano di saper parlare, congratulandosi con ninja che hanno superato le tre prove e rivelando che sono loro i maestri che stanno cercando. Lloyd, allora, racconta ai due draghi che un uomo tigre di nome Ras è riuscito a riattivare lo Shatterspin e che vuole resuscitare i cinque proibiti, i creatori stessi di tale tecnica. Egalt e Rontu fanno fatica a credere alle parole del ninja verde, in quanto rivelano che sono loro due le mistiche forze venute dall’Oriente che hanno fermato i cinque proibiti, ma che le tecniche di questi sono state nascoste in un tempio che può essere aperto solo con l'energia di un drago sorgente.
Lloyd rivela che quel tempio è stato aperto da Ras, poiché in passato era riuscito a prosciugare un drago sorgente grazie alle tecnologie di Imperium. Allora, Rontu ed Egalt avvisano i ninja che quello che il mondo sta per vedere sarà terribile e oscuro, ma nonostante loro siano in grado di fermare lo Shatterspin, affermano che ormai sono troppo vecchi e che non riuscirebbero a contrastare più i poteri dei cinque proibiti. Lloyd, quindi, chiede loro di addestrare lui e gli altri ninja a fermare queste tecniche oscure, ma Egalt è diffidente all'idea, dicendo che addestrare gli umani è inutile. Rontu, invece, cerca di essere più comprensiva, rivelando che l'unico modo per fermare lo Shatterspin è con la tecnica del ninja levante. Intanto, nella terra delle cose perdute, Cole e i trovatori si rifugiano in un mucchio di cianfrusaglie. Il ninja della terra vede il disco trovato da Geo e capisce che è il pezzo di uno dei portali che stava analizzando Zane in passato. Cole e i trovatori riescono ad attivare il portale e ci entrano, finendo per uscire dal portale presente al monastero di Spinjitzu, proprio dove si trova Zane.

## La storia di Bonzle
- Titolo originale: The Spell at the Waterfall
- Diretto da: Daniel Ife
- Scritto da: Kevin Burke e Chris "Doc" Wyatt

### Trama
I guerrieri lupo seguono Cole e i trovatori tramite il portale, per cui Zane combatte insieme al suo amico. Nonostante le difficoltà, i due ninja riescono a rispedire i nemici dall'altra parte del portale, aiutati anche da una strana luce sferica di cui non si accorgono. A quel punto, Zane rivela a Cole di conoscere i guerrieri lupo e gli spiega la vicenda che ha coinvolto Ras e il regno delle nuvole. Dopodiché, i due cercano di capire perché Ras voglia Bonzle, ma è la scheletrina stessa a rivelarlo, ammettendo che lei non è nata con una forma fisica, ma che in origine era un incantesimo. Intanto, nel luogo di allenamenti di Rontu ed Egalt, i ninja vengono divisi in base al loro livello di zanna stabilito dai due draghi maestro, basato su chi sa fare lo Spinjitzu. Pertanto, Sora e Riyu, che non sanno fare lo Spinjitzu, vengono messi nel livello di prima zanna con Rontu, mentre Lloyd, Arin, Kai e Nya vanno nel livello di seconda zanna con Egalt. Wyldfyre viene invece esclusa, in quando ferita, nonostante il suo dissenso. Durante gli esercizi, Sora chiede a Rontu come mai anche Riyu, che è un drago, debba imparare lo Spinjitzu. Rontu rivela che anche i draghi sanno fare lo Spinjitzu e lo mostra lei stessa, rivelando che lo l'insegnamento di tale tecnica è stato tramandato per vari maestri a partire dal primo maestro di Spinjitzu.
Al monastero di Spinjitzu, Bonzle decide di raccontare nel dettaglio la sua storia e rivela che, in origine, i grandi draghi maestri si recarono dalla più abile maga del regno magico di Mysterium, poiché stavano per affrontare i cinque proibiti e avevano bisogno di un incantesimo potente, maestri degli elementi convertiti al male, che stavano progettando di conquistare tutti i regni. I draghi maestro erano sicuri di poterli sconfiggere, ma temevano che nessuna prigione avrebbe potuto contenerli, per cui la maga lavorò a un incantesimo che avrebbe spedito i cinque in luogo ancora più eterno del regno dei defunti. Quell'incantesimo era proprio Bonzle che, tuttavia, una volta terminata la battaglia, non è scomparsa, in quanto era stata creata con una magia molto potente. Bonzle viaggiò per secoli nei regni, finché un giorno incontrò il maestro Wu. I ninja rimangono stupiti, in quanto il loro maestro non aveva mai raccontato loro della vicenda, ma Bonzle rivela che quell'incontro fu importante soprattutto per lei.
All'epoca, Bonzle rimase estasiata perché il maestro Wu fu il primo che riuscì a vederla. I due passarono ore a parlare, con Bonzle che rivelò di avere una brutta sensazione che Wu le disse essere solitudine. Wu spiegò poi come anche lui si era sentito solo in passato, quando suo fratello Garmadon era diventato malvagio e aveva perso il legame con lui, ma che, poi, successivamente, aveva trovato degli allievi ed era riuscito a cercare una famiglia. Il maestro consigliò a Bonzle di assumere una forma fisica e lei lo ascoltò, trasformandosi in una scheletrina. Dopo quest'incontrò Bonzle vagò a lungo alla ricerca di una famiglia, finché non la trovò nella terra delle cose perdute con Cole, Geo e i trovatori. Dopo aver ascoltato la storia, Zane suppone perché Lord Ras voglia Bonzle, ovvero che siccome lei è l’incantesimo che ha imprigionato i cinque proibiti, forse può anche farli tornare indietro. Cole propone quindi di andare a Mysterium e trovare la maga creatrice di Bonzle, in quanto forse è l'unica in grado di proteggerla davvero. Nel frattempo, nel regno delle nuvole, Ras viene convocato dal suo padrone tramite una visione. Il padrone ordina a Ras di scegliere cinque monaci delle nuvole come sacrificio per la luna di sangue.

## Verso Mysterium
- Titolo originale: To Mysterium
- Diretto da: Shane Poettcker
- Scritto da: Eugene Son

### Trama
Mentre gran parte dei ninja continua ad allenarsi con Rontu ed Egalt, Zane e Cole, al monastero di Spinjitzu, decidono di recarsi a Mysterium per trovare la maga creatrice di Bonzle. Tuttavia, Bonzle non va nel suo regno da quando questo era un regno a sé stante, per cui non sa come raggiungerlo. Zane e Cole, insieme alla scheletrina, decidono quindi di recarsi a Crossroads per trovare informazioni. Cole prova a chiedere assistenza a Fedulian, proprietario del nuovo negozio di antiquariato del quartiere, nonostante Zane lo avvisi del fatto che sia totalmente inaffidabile. Fedulian si atteggia stranamente in modo gentile e decide di dare loro una mappa addirittura gratis, affermando di averne già molte copie, ma il suo è soltanto un diversivo per mandarli da Dorama, il vecchio mago di Crossroads che aveva lavorato ad Imperium per Beatrix.
Zane, Cole e Bonzle, allora, volano sopra il drago Jiro, ma si accorgono ben presto come il percorso della mappa sia stranamente insidioso, strano e pericoloso. Zane capisce quindi che la mappa è truccata e che Fedulian è stato per l'ennesima volta inaffidabile. Bonzle, tuttavia, presume che, andando a nord, secondo lei è possibile raggiungere Mysterium, per cui i ninja si affidano a lei. Nel frattempo, durante gli allenamenti per imparare la tecnica del drago levante, Egalt rivela ai ninja che la forza è in netto contrasto con il movimento e che l'unico modo per imparare la tecnica avversa allo Shatterspin è proprio quella di imparare a stare dentro l'universo che, appunto, è in continuo movimento. Arin fa però degli errori e colpisce per sbaglio Egalt, accecandolo a un occhio. Egalt afferma che Arin non è ancora pronto per quel livello e lo retrocede a prima zanna da Rontu, insieme a Sora e Riyu che devono ancora imparare lo Spinjitzu.
Intanto, Cole, Zane e Bonzle raggiungono un posto deserto e vengono attaccati da una marionetta gigante. Per via del troppo caldo, Zane non riesce a usare il suo potere e la marionetta stordisce i tre, facendoli svenire. Quando si risvegliano, scoprono di essere stati catturati dal mago Dorama, in combutta con Fedulian. Il mago, infatti, vuole inscenare uno dei suoi ridicoli spettacoli e ha intrappolato Zane, Cole e Bonzle, insieme ad altre persone truffate, sopra un palcoscenico all'aperto, circondato da una barriera fatta con le tecnologie prese a Imperium. Bonzle, essendo un incantesimo, riesce a sorpassare la barriera e a disattivarla, permettendo a Zane e Cole di combattere la marionetta gigante e di sconfiggere Dorama per mandarlo finalmente in prigione. Zane, Cole e Bonzle riprendono poi il loro viaggio in sella a Jiro e arrivano a Mysterium, dove, a loro sorpresa, scoprono che c'è un monastero uguale a quello di Spinjitzu di Ninjago.

## Una folle fuga
- Titolo originale: Fugitives from Madness
- Diretto da: Daniel Ife
- Scritto da: Kevin Burke, Chris "Doc" Wyatt

### Trama
Zane, Cole e Bonzle entrano nel monastero di Mysterium, accorgendosi, tuttavia, che ci sono piccole differenze che lo rendono diverso. Zane rivela che, dopo la fusione, si è risvegliato all'interno di un secondo monastero a Imperium e che ora ne hanno trovato addirittura un terzo, rendendo enigmatica la faccenda. Cole, invece, nota che sul muro del monastero di Mysterium c'è una crepa e racconta che in passato, prima della fusione, aveva bisticciato con Jay nel monastero di Spinjitzu e, per sbaglio, avevano creato una crepa proprio identica a quella che c'è al monastero di Mysterium. Sul posto giunge ancora la strana luce sferica di cui, questa volta, Cole e Zane si accorgono. In quel momento, dall'interno del monastero esce una donna dai capelli colorati e un cappello strano, insieme alla luce sferica che chiama Sprite. La donna si rivela essere Gandalaria, la grande maga di Mysterium che stavano cercando, nonché la creatrice di Bonzle.
La maga rivela di starli aspettando da tempo, scambiandoli per commercianti di lumache, ma ben presto si accorge della presenza di Bonzle, rimanendone estremamente felice di rivederla. Cole e Zane raccontano a Gandalaria che la luna di sangue sta per tornare dopo millenni e che un tizio di nome Ras vuole riportare indietro i cinque proibiti, sfruttando proprio Bonzle che era stata l'incantesimo usato per bandirli. Gandalaria propone di nascondere Bonzle in un suo lontano magazzino ubicato nelle Terre Selvagge, ma in quel momento fanno la loro comparsa al monastero di Mysterium gli agenti dell'amministrazione, che vogliono riprendersi Zane, in quanto lo considerano un macchinario di loro proprietà. Zane racconta a Cole di come, in passato, era stato catturato da questi agenti burocratici del regno della follia che, scambiandolo per una macchina, lo avevano tenuto prigioniero nella loro sede.
Intanto, nella montagna di Rontu ed Egalt, Lloyd ha una visione in cui Ras sacrificherà qualcuno e mette gli altri in allerta. Rontu, quindi, invita i ninja a riprendere subito l'allenamento, per imparare il prima possibile la tecnica del drago levante. Kai prova a seguire i consigli dei draghi maestro, ma i tentativi si rivelano inutili. Tuttavia, sua sorella Nya lo invita a smettere di pensare a se stesso e di pensare, invece, a un gioco che facevano quando erano piccoli nella bottega da fabbro dei loro genitori. Kai, con quei ricordi, riesce così a usare la tecnica del drago levante e viene ufficialmente portato al livello di terza zanna. Nonostante ciò, nel cielo arriva la tanto aspettata luna di sangue che, per motivi sconosciuti ai ninja, pietrifica Rontu ed Egalt. Nel frattempo, Allen e Underwood, agenti dell'amministrazione, provano a catturare Zane. Pertanto, nel mentre risolvono la situazione, Gandalaria ordina a Bonzle di nascondersi nei sotterranei del monastero, guidata da Sprite. Tuttavia, quando giunge lì sotto, la scheletrina incontra un altro agente dell'amministrazione, ovvero Jay.

## I segreti delle Terre Selvagge
- Titolo originale: Secrets of the Wyldness
- Diretto da: Shane Poettcker
- Scritto da: Liz Hara

### Trama
Dopo la pietrificazione di Rontu ed Egalt, i ninja rimangono scioccati e chiedono a Kai di insegnare a tutti la tecnica del drago levante. Il ninja del fuoco, però, ammette di non aver capito come ha fatto a usarla e rivela che è stato tutto troppo casuale. Lloyd, intanto ha una visione in cui vede Cole e Zane in pericolo, per cui invita gli altri a recarsi immediatamente nelle Terre Selvagge per provare a sconfiggere lo stesso Lord Ras.
Nel frattempo, a Mysterium, Cole e Zane hanno ancora problemi con l'amministrazione e loro, insieme a Gandalaria, cominciano a combatterli per respingerli e cacciarli via. Nei sotterranei del monastero, Jay si presenta a Bonzle come agente Walker e le dice che deve arrestarla, in quanto complice del macchinario Zane.
Bonzle si rifiuta e Jay rivela di non avere voglia di seguire le regole dell'amministrazione, in quanto non ricorda cosa facesse prima della fusione, ammettendo di aver perso la memoria. La luce Sprite, tuttavia, si mette davanti a Jay e gli mostra il suo passato con la divisa da ninja del fulmine. Jay, non ricordando, va in confusione e Bonzle ne approfitta per scappare. Intanto, Cole, Zane e Gandalaria mettono fuori gioco tutti gli agenti dell'amministrazione e Bonzle ritorna in superficie, pronta ad andare via. La maga e i ninja, allora, montano con la scheletrina sopra a Jiro e volano verso le Terre Selvagge per metterla al sicuro. Raggiunto il regno desiderato, vanno alla ricerca del deposito magico indicato da Gandalaria, ma si nascondono alla vista dei guerrieri lupo. Nel frattempo, Lloyd, Kai, Nya, Arin, Sora, Riyu e Wyldfyre giungono anche loro alle Terre Selvagge, ma una tempesta li scaraventa via in zone differenti, facendo schiantare l'aeronave e separandoli uno dall'altra.
Kai, Sora e Wyldfyre sono gli unici a rimanere sul Bounty che, tuttavia, si schianta e resta in bilico su un burrone. Lloyd e Nya, invece, atterrano tra i rami degli alberi, attenuando la caduta, mentre Riyu, nonostante non sappia volare, afferra Arin e riesce a planare verso terra, atterrando in tutta sicurezza. Intanto, Gandalaria raggiunge finalmente il deposito magico che, dall'esterno, appare a Cole e Zane come piccolo e ambiguo. All'interno, tuttavia, si rivela più grande del previsto e Gandalaria fa entrare Bonzle dentro una scatola per sigillarla ed evitare che qualcuno possa catturarla. Tuttavia, nel deposito si presenta Jordana che, con una barriera della tecnologia di Imperium, intrappola Zane, Cole e Gandalaria e cattura Bonzle, sigillandola con i suoi poteri oscuri nella scatola, scappando successivamente con lei. Intanto, Kai, Wyldfyre e Sora riescono a salvarsi dal dirupo, dovendo però abbandonare il Bounty che si schianta definitivamente nel burrone. Arin e Riyu, invece, non sapendo se gli altri ninja si sono salvati, si mettono alla ricerca di Ras, capendo di doverlo sconfiggerlo anche nel caso loro due siano gli unici rimasti in vita.

## La Foresta degli Spiriti
- Titolo originale: Secrets of the Wyldness
- Diretto da: Daniel Ife
- Scritto da: Hanah Lee Cook

### Trama
Kai, Wyldfyre e Sora incontrano dei guerrieri lupo e cominciano a combattere con loro per contrastarli. Nel frattempo, Jordana, che ha rapito Bonzle, si dirige verso il dojo dell'ombra per portarla a Lord Ras. Tuttavia, Arin e Riyu la vedono guidare l'auto in cui c'è Bonzle e tentano di inseguirla. Arin si accorge che a piedi è impossibile, ma Riyu, preso dalla forza di volontà, afferra Arin e lo porta con sé sulla sua schiena, riuscendo finalmente a spiccare il volo. Jordana viene raggiunta e gettata fuori dalla sua auto da Riyu, mentre Arin prende il controllo del veicolo e cerca di portare il più lontano possibile Bonzle. Intanto, nel deposito di magia, Gandalaria tenta di trovare un modo per uscire insieme a Cole e Zane. La maga, però, si rivela maldestra e impacciata, facendo cadere molti incantesimi e pozioni magiche, creando danni e trasformando prima Cole in un cane, con effetto temporaneo, e poi Zane in un gigante.
Gandalaria dice a Zane che l'effetto è temporaneo, ma il nindroide, poco dopo, si rimpicciolisce fino a diventare molto più piccolo delle sue dimensioni normali. L'incantesimo sembra non svanire e Zane continua a ingrandirsi e a rimpicciolirsi all'infinito. Cole ha quindi l'idea di far passare Zane attraverso la serratura della porta quando si ritrova in dimensioni ridotte, in quanto così può uscire dall'altra parte e liberare tutti. Il piano funziona e i tre riescono finalmente a fuggire dal deposito, con l'incantesimo di Zane che finalmente svanisce. Intanto, Kai, Sora e Wyldfyre sconfiggono tutti i guerrieri lupi e, grazie alla guarigione della gamba di Wyldfyre, i tre hanno l'idea di infiltrarsi nel dojo dell'ombra travestendosi con le maschere lupo rubate ai guerrieri che hanno steso. Quando, sotto copertura, giungono sul posto, scoprono che cinque monaci delle nuvole stanno per essere sacrificati in favore della resurrezione dei cinque proibiti.
Nel medesimo tempo, Zane, Cole e Gandalaria scorgono, nel cielo delle Terre Selvagge, il regno delle nuvole che sta precipitando, poiché Lord Ras aveva ordinato a Cinder di distruggerlo. La maga e i due ninja tentano, quindi, di raggiungere il regno delle nuvole, nel tentativo di salvarlo. Intanto, Jordana raggiunge il dojo dell'ombra a mani vuote, avvisando Ras della fuga di Bonzle per colpa di Arin. Ras, allora, dopo essersi infuriato, corre in modo spietato e raggiunge l'auto guidata da Arin, stendendo il giovane ninja in poche mosse. Ras spiega ad Arin di averlo battuto con la stessa facilità della prima volta che si sono incontrati e gli dice che questo è dovuto al fatto di non essere stato allenato bene da un vero maestro. Ras, infatti, ammette che, in passato, anche lui era debole come Arin, ma dopo aver incontrato il suo maestro aveva imparato l'unica cose che permettete di essere invincibili, ovvero la forza. Detto questo, Ras riprende la scatola con Bonzle e porta la scheletrina al dojo dell'ombra, dove cinque monaci delle nuvole stanno per essere sacrificati e i cinque proibiti stanno per risorgere.

## Il ritorno di Nokt
- Titolo originale: Rising Ninja
- Diretto da: Shane Poettcker
- Scritto da: Kevin Burke, Chris "Doc" Wyatt

### Trama
Arin, dopo essere stato steso da Ras, si risveglia vedendo i suoi genitori e chiedendo loro scusa per non averli trovati. Tuttavia, questa è solo una visione dovuta allo stordimento. Infatti, una volta aperti gli occhi, si accorge che, quelli che vede come suoi genitori, sono Nya e Lloyd, che lo hanno trovato steso a terra insieme a Riyu. I tre ninja, insieme al drago, si dirigono quindi verso il dojo dell'ombra per fermare Ras, dove sono già presenti Kai, Sora e Wyldfyre, travestiti con le maschere lupo. Ras comincia il rituale leggendo le pergamene in teroxiano, la lingua dei cinque proibiti che vuole resuscitare, mentre Jordana usa la magia oscura per trasformare Bonzle di nuovo allo stato di incantesimo e aprire il portale. Per far sì che la procedura sia corretta, un guerriero lupo suona anche il gong della frantumazione. Questo dà potere oscuro a chiunque indossi una maschera lupo, pertanto Kai, Sora e Wyldfyre, che stavano tentando di liberare i cinque monaci delle nuvole, risentono del dolore causato dal gong e si tolgono le maschere da lupo, venendo scoperti. Ras ordina a Cinder di evitare che i ninja fermino il rituale, ma Sora imprigiona il maestro del fumo evitando che possa indossare una maschera lupo e fare lo Shatterspin.
Sul posto, giungono anche Nya, Lloyd, Arin e Riyu che, con Kai e Wyldfyre, combattono i guerrieri lupo e liberano dalle catene i monaci delle nuvole, tra cui c'era anche Euphrasia, la maestra del vento. Quest'ultima scappa via, ma vede nel cielo il regno delle nuvole che sta per crollare, per cui usa il suo potere per evitare lo schianto. All'interno del regno delle nuvole, Zane, Cole e Gandalaria usano le loro tecniche e la magia per evitare che il regno venga distrutto, riuscendoci anche grazie all'aiuto di Euphrasia che mantiene le isole del regno delle nuvole in cielo. Nel frattempo, Ras si accorge della fuga dei monaci sacrificabili e va su tutte le furie, cominciando a combattere con Lloyd. Cinder si libera dalla gabbia di Sora e usa lo Shatterspin per battere tutti i ninja, ma in quel momento, Kai riesce a rifare la tecnica del drago levante, sconfiggendo Cinder. Anche Nya riesce a compiere la tecnica e, infine, Lloyd, riuscendo a controllare le sue visioni, usa pure lui il drago levante. Ras capisce che per resuscitare uno dei proibiti basta sacrificare un'anima non frantumata, perciò, con il suo martello, spedisce Kai nel portale e resuscita Nokt, uno dei cinque.
Bonzle, intanto, contrasta il potere di Jordana e riesce a chiudere il portale e ad evitare che anche gli altri quattro vengano resuscitati. Ras, capendo che la situazione è finita fuori controllo, richiede l'aiuto del suo maestro. In quell'istante, il dojo dell'ombra, insieme ai guerrieri lupo, Ras, Cinder e Jordana scompaiono nel nulla. La notte della luna di sangue finisce, con i suoi effetti che scompaiono, come la pietrificazione di Rontu ed Egalt. Lloyd e gli altri ninja, allora, si recano nel regno delle nuvole, dove riabbracciano Zane e Cole e ricevono i ringraziamenti dei monaci. Invece, Ras, i suoi scagnozzi e il dojo dell'ombra sono finiti in un altro posto. Nokt, l'unico dei cinque proibiti riportato in vita, si lamenta con Ras perché è fuggito prima di liberare gli altri quattro, ma l'uomo tigre s'infuria e lo costringe a giurargli lealtà, ricattandolo con un impianto di controllo che gli mette dietro al collo. Nel frattempo, Kai è finito in uno strano posto dove, però, incontra Bonzle che gli dice che non c'è modo di uscire da lì, tranne aspettando una nuova luna di sangue che, tuttavia, giunge ogni millennio. Kai non si perde d'animo e promette a Bonzle di trovare una via d'uscita.

## Il cucciolo di drago
- Titolo originale: The Shape of Motion
- Diretto da: Daniel Ife
- Scritto da: Kevin Burke, Chris "Doc" Wyatt

### Trama
Arin e Sora s'infiltrano nella sede dell'amministrazione e si recano al dipartimento di riassegnazione, dove gli sperduti durante la fusione vengono rispediti nei propri regni d'origine. Arin, infatti, vuole trovare così i suoi genitori, ma presume che gli sperduti sono spesso inviati nei posti sbagliati. Tuttavia, Sora scopre che gli archivi sono bloccati da quando il capo di quel dipartimento, un certo "agente Walker", è scomparso. Successivamente, Arin e Sora vengono scoperti e scappano via dall'amministrazione insieme a Riyu, che gli stava aspettando fuori. Viaggiando per il regno della follia, trovano, per caso, la matriarca dei draghi della montagna, la tribù da cui proviene anche Riyu. Arin e Sora notano che qualcuno ha rubato le corna alla matriarca e, quest'ultima, per tale motivo, sta morendo.
Nel frattempo, in un luogo non noto, nel dojo dell'ombra, Ras continua a far allenare Cinder con Nokt, l'unico dei cinque proibiti ad aver resuscitato, che continua a tenere in ostaggio grazie a un impianto di controllo. Ras ribadisce di essere lui a comandare e incita i suoi allievi ad allenarsi ancora per poter battere gli altri maestri degli elementi al torneo delle sorgenti. Intanto, Arin e Sora contattano i cragling, che portano il loro fango vitale alla matriarca per tentare di farla sopravvivere. Sul posto, giungono anche Lloyd, Nya e Wyldfyre, contattati da Arin in precedenza. La matriarca ha un contatto telepatico con Lloyd, nel quale gli dice che i draghi sorgente sono in pericolo, ma poi, priva di forza, muore. Nonostante il rammarico, i ninja trovano, nel marsupio del corpo defunto, un cucciolo di drago indifeso, che presumono sia il figlio della matriarca, ma anche una strana mappa di cui è ignoto il luogo che indica.
I ninja decidono di seguire Riyu, che sa dove si trova la tribù dei draghi delle montagne, per riportare il cucciolo di drago insieme alla sua specie. Durante il tragitto s'imbattono in Rapton, che, dopo la caduta dell'imperatrice Beatrix, ha creato un suo gruppo, i filibustieri. I ninja si sbarazzano di Rapton, costringendolo alla ritirata, e raggiungono la foresta del mondo, dove i draghi delle montagne hanno creato una nuova casa. Qui lasciano il cucciolo della matriarca e vanno via. Al ritorno al monastero, tuttavia, fa la sua comparsa uno dei sette draghi sorgente, quello del movimento. Il drago sorgente spiega che oltre alla matriarca dei draghi delle montagne, sono deceduti anche la matriarca delle foglie cadute e il patriarca della spirale boreale, le cui corone sono state rubate, ma la cosa preoccupante è che anche la vita di uno dei sette draghi sorgente è stata spenta. Lloyd mostra al drago sorgente del movimento la strana mappa trovata vicino alla matriarca; gli viene spiegato che indica la città dei templi, luogo in cui avviene il torneo delle sorgenti. Il drago sorgente del movimento, pertanto, dice ai ninja di partecipare al torneo, poiché lì potrebbe nascondersi colui che ha eliminato la matriarca.

## La Città dei Templi
- Titolo originale: Enter the City of Temples
- Diretto da: Shane Poettcker
- Scritto da: Liz Hara

### Trama
Dei draghi-spirito portano delle pergamene d'invito ad alcuni maestri degli elementi, tra cui vecchi amici dei ninja, come Euphrasia, maestra del vento, Tox, maestra del veleno, o Mr. Pale, maestro dell'invisibilità. Nel frattempo, nello spazio Nether, Kai e Bonzle vagano da una parte all'altra nel tentativo di trovare una via di fuga, restando però in allerta per evitare di essere visti dai quattro dei cinque proibiti non resuscitati. Al monastero di Spinjitzu, Arin prepara crostate ai ninja, rivelando che è stato un suo vecchio amico di nome Frak ad avergli insegnato la ricetta. Lloyd, invece, raggiunge la montagna di Rontu ed Egalt, dove i due draghi maestro stanno insegnando la tecnica del drago levante a Zane. Il nindroide, grazie a un consiglio del ninja verde, riesce a sbloccare la tecnica, completando anche lui il suo addestramento.
Lloyd rivela a Zane della morte della matriarca dei draghi della montagna e gli parla del torneo delle sorgenti. Il ninja verde, però, è lì anche per un altro motivo: in assenza del maestro Wu, chiede a Rontu ed Egalt di fare loro da maestri, ma loro si rifiutano dicendo a Lloyd che ha già tutte le caratteristiche per essere lui stesso un maestro. Lloyd quindi torna al monastero e raduna tutti i ninja, ma Arin gli dice di non voler venire al torneo, in quanto non ha alcun potere degli elementi. Lloyd disapprova, affermando che non andranno lì solo per vincere, ma anche per scoprire chi è l'attentatore della matriarca. Pertanto, Lloyd, Nya, Cole, Zane, Arin, Sora, Wyldfyre e Riyu partono e arrivano alla città dei templi, dove, da lontano, vedono Euphrasia entrare in un ascensore per partecipare al torneo. I ninja si accorgono che senza invito è impossibile accedere alla città dei templi.
All'ingresso dell'ascensore si presenta Bleckt, ovvero il ministro del registro del torneo delle sorgenti, che si occupa di tutte le liste, tra cui quella degli ospiti. Bleckt incita i ninja ad andarsene, in quanto non hanno ricevuto l'invito, ma loro trasgrediscono alle regole e si arrampicano sulla montagna nel quale è incastonato l'ascensore che porta alla città. Le guardie tentano di fermarli e, nello scompiglio, Arin e Riyu volano troppo in alto e si perdono. Gli altri ninja, invece, riescono comunque a raggiungere la vetta, dove trovano di nuovo Bleckt, il quale si scopre essere lo zio di Roby. Quest'ultimo è l'organizzatore del torneo, che lascia entrare lo stesso i ninja, in quanto ritiene che il loro arrivo sia stato fantastico e avvincente. Roby, allora, apre le porte della città dei templi e permette ai ninja di partecipare ufficialmente al torneo delle sorgenti. Arin e Riyu, intanto, si sono persi e vengono circondati dalle guardie, ma in quel momento compare a sorpresa Frak, l'amico d'infanzia di Arin.

## La vigilia del Torneo
- Titolo originale: They Gather for the Feast
- Diretto da: Daniel Ife
- Scritto da: Kevin Burke, Chris "Doc" Wyatt

### Trama
Molti anni prima della fusione, Arin venne bullizzato da due ragazzi e preso in giro perché copiava le mosse dei ninja; in suo aiuto accorse Frak, un ragazzo serpentina che scacciò i due bulli. Arin e Frak fecero amicizia, condividendo insieme la passione per i ninja. Nel presente, alla città dei templi, Frak salva Arin dalle guardie, dicendo che è suo amico. Frak rivela inoltre di essere lì poiché, dopo la fusione, ha ottenuto il potere elementale del terremoto. Arin, intanto, viene raggiunto dagli altri ninja, che gli presentano Roby. Quest'ultimo, insieme a suo zio Bleckt portano i ninja a fare un giro nella città dei templi, mostrando loro le meraviglie che sono presenti in tale luogo. Roby presenta ai ninja una raffigurazione di un drago a sette teste, una creatura che in realtà non esiste, ma è una rappresentazione dei sette draghi sorgente. Wyldfyre comincia a essere attratta dal carisma di Roby e se ne innamora.
Ai ninja, intanto, vengono spiegate le regole del torneo: ogni volta che un maestro degli elementi perde una sfida, il suo potere finisce in una coppa e poi viene consegnato al maestro vincitore che, di conseguenza, avrà i poteri di entrambi; pertanto, ogni concorrente vittorioso avrà sempre più poteri in gara, ma il vincitore, che alla fine avrà tutti i poteri, sarà costretto a restituire gli elementi ai legittimi possessori in una cerimonia finale. Dopo aver visitato la città dei templi, la sera, i ninja vengono invitati a un banchetto prima del torneo, in cui rivedono loro vecchi amici, come Tox o Mr. Pale, ma anche Zant-Tanz, che si scopre essere il nuovo maestro della natura. Al banchetto sono presenti anche Ras, Cinder, Nokt e Jordana. Quest'ultima prende in disparte Sora e le dice che vuole essere aiutata, per poi tornare ad avere il suo solito atteggiamento scorbutico.
Al banchetto, fa la sua irruzione anche Zeatrix, sorella di Beatrix, la detronizzata sovrana di Imperium. Zeatrix, che è la maestra delle onde d'urto, si rivela infastidita per non aver ricevuto un alloggio e si arrabbia con Ras, in quanto sa che lui ha cospirato con Beatrix per eliminare suo padre Levo, ma si arrabbia anche con i ninja, in quanto hanno spodestato loro Beatrix, a differenza sua che ha progettato la vendetta per anni. Dopo il banchetto, i ninja, nel loro alloggio, mentre dormono, vengono attaccati da un nindroide che tenta di colpirli con una gelbaspina, un veleno mortale che si estrae da una pianta del giardino madre. In quanto Zant-Tanz è l'unico che proviene da quel posto, viene accusato lui dell'attentato ed espulso dal torneo, anche se i ninja credono che non sia stato lui. Quando la folla si ritira nei propri alloggi, Nya riesce a intravedere il suo fidanzato Jay tra le persone. Tenta di raggiungerlo per rivederlo dopo tanti anni, ma lo perde di vista.

## Il ritorno di Jay
- Titolo originale: Inside the Maze
- Diretto da: Shane Poettcker
- Scritto da: Eugene Son

### Trama
Quando ancora non era avvenuta la fusione, il maestro Wu fece fare ai ninja una lezione di danza, spiegando che aiutava ad avere coordinazione ed era molto utile per il combattimento. Jay ballò insieme a Nya e le dichiarò che l'avrebbe amata per sempre. Nel presente, Nya racconta ai ninja di aver visto Jay e dice a Lloyd che il suo fidanzato gli manca tanto. Nel frattempo, Arin e Riyu, seguendo l'odore del nindroide che ha attaccato i ninja la sera prima, tentano di capire la sua provenienza, per scoprire chi è il vero colpevole dietro l'attacco; giungono di fronte a un muro, dove c'è un'incisione strana. In quel momento, però, appare Frak, che propone ad Arin di fare un giro con lui.
Wyldfyre, intanto, tenta di rimorchiare Roby e sviluppa sempre di più una cotta per lui. Sora, invece, cerca di parlare con Jordana su quanto successo la sera prima, ma senza successo, per cui decide di spiare Jordana, scoprendo che sta nascondendo qualcosa insieme a Nokt; mentre spia i due, capisce anche che Frak, l'amico di Arin, è nella squadra di Lord Ras. Cole, invece, incontra Geo, anche lui al torneo in quanto maestro dell'unione. Nel frattempo, Kai e Bonzle continuano a vagare nello spazio Nether e trovano un posto in cui tre dei cinque proibiti sono spazientiti e stanno parlando con un quarto che sembra essere dormiente, che si trova in qualche modo all'esterno dello spazio Nether. Questi tre proibiti svelano di voler uscire di lì, ma quando vanno via, Kai e Bonzle, che hanno sentito tutto, si avvicinano al proibito dormiente; scoprono che avvicinandosi lì, delle scaglie di Riyu, rimaste attaccate sulla divisa di Kai, permettono di avere una comunicazione con il drago all'esterno dello spazio Nether.
Nella città dei templi, intanto, il torneo delle sorgenti comincia. La prima sfida che viene tenuta è quella tra Zane, maestro del ghiaccio, e Zur, maestro dei riflessi. Il secondo, grazie al suo potere, riesce a schivare ogni attacco di Zane e a buttarlo fuori dal ring dopo un combattimento corpo a corpo. I poteri del ghiaccio vengono quindi trasferiti a Zur e si passa alla seconda sfida. Quest'ultima mette contro Nya, maestra dell'acqua, proprio contro Jay, maestro del fulmine, che si scopre aver perso la memoria ed essere entrato nella squadra di Ras. La sfida consiste nel rubare per primo una bandiera, ma durante lo scontro Nya prova a far ricordare a Jay della loro relazione. Jay, però, crede di essere ingannato da Nya, in quanto gli è stato detto da Ras che, prima della fusione, era un grande guerriero. Nya riesce a rubare la bandiera e a vincere lo scontro, ma ribadisce a Jay che lo amerà per sempre, nonostante lui, tuttavia, al contrario, le dice che la odierà per sempre.

## L'unione fa la forza
- Titolo originale: United We Fall
- Diretto da: Daniel Ife
- Scritto da: Tanya Yuson

### Trama
Durante la fusione, mentre i ninja tentavano di fermare tale fenomeno, Nya chiese a Wu se quello che stava succedendo fosse ciò che stava studiando. Wu rispose che la fusione era avvenuta troppo presto e che solo uniti potevano salvarsi. Nel presente, durante la notte, i ninja bussano all'alloggio di Ras e chiedono spiegazioni su Jay. Ras risponde che ha semplicemente cercato di aiutare Jay quando era rimasto solo e senza amici, ma rivela che il maestro del fulmine, affranto per la perdita della sfida, ha deciso di abbandonare la città dei templi ed è andato via. Di conseguenza, i ninja ragionano e capiscono che, nonostante debbano recuperare Jay, è meglio rimanere al torneo e concentrarsi sul capire chi è l'attentatore della matriarca.
Il torneo continua: Sora, maestra della tecnologia, sfida Kizzy, un acquaroccia maestro dell'equilibrio, in una sfida in cui vince chi suona un tamburo per primo. Sora ne esce vittoriosa e acquista i poteri dell'equilibrio, ma la seconda sfida mette contro Wyldfyre, maestra del calore, e Cinder, maestro del fumo. Grazie all'uso dello Shatterspin, Cinder riesce a battere Wyldfyre e a ottenere i suoi poteri. Dopo lo scontro, Cinder fa finta di essersi fatto male per colpa dei ninja e incita Roby a espellerli dal torneo. Zane, tuttavia, invoca un articolo del regolamento che permette di fare una gara che, se vinta, conferisce l'immunità dall'esilio. Sora, con i suoi poteri, costruisce un veicolo per la gara. Questa consiste nel raggiungere il traguardo prima di un drago della velocità.
Approfittando del fatto che tutti sono alla gara, Arin e Riyu entrano di nascosto nell'alloggio della squadra di Ras. Qui, Arin scopre che Frak fa realmente parte della squadra di Ras, per poi trovare una pietra ovale dal quale Riyu continua a sentire la voce di Kai, che tenta di contattarlo dallo spazio Nether. Nell'alloggio, tuttavia, entra proprio Ras, che invita Arin a cambiare maestro e schierarsi dalla sua parte, in quanto ritiene che Lloyd non abbia saputo allenarlo come si deve. Comincia così uno dibattito verbale tra i due, con Arin che rifiuta di entrare nella squadra di Ras, per via delle sue intenzioni malvagie. Ras, però, rivela che il suo obiettivo è solo quello di voler annullare la fusione, fenomeno che, a sua detta, è stato causato proprio dal mentore dei ninja, il maestro Wu.

## Una scomoda verità
- Titolo originale: Truth and Lies
- Diretto da: Shane Poettcker
- Scritto da: Kevin Burke, Chris "Doc" Wyatt

### Trama
I ninja continuano a gareggiare contro il drago della velocità per non essere esiliati dal torneo. Nel frattempo, Ras spiega ad Arin che Wu è l'unico responsabile di ogni effetto catastrofico della fusione, che, se annullata, porterebbe indietro tutto ciò che è stato perduto. Ras, tuttavia, lascia andare via Arin e Riyu, spiegando al ragazzo che un giorno lo capirà. Nello stesso tempo, gli altri ninja vincono la gara è ottengono l'immunità dall'esilio.
Arin si reca dal suo amico Frak, per avvisarlo della malvagità di Ras. Frak, però, dice che Ras in realtà non è malvagio e insegna ad Arin alcune tecniche che gli sono state insegnate. Arin riesce a fare uno Spinjitzu completo e comincia a pensare che il suo nemico non abbia tutti i torti. Al torneo, intanto, continuano gli scontri: Zeatrix, maestra delle onde d'urto, batte Euphrasia, maestra del vento; Nokt, invece, batte Tox, maestra del veleno. Dopo lo scontro, Sora sente Nokt chiamare Jordana con il termine "sorellina", per cui comincia a insospettirsi. Sora, tuttavia, litiga anche con Arin, in quanto gli rivela di essere stata lei a colpire Ras durante il rituale della luna di sangue, spacciando quel colpo come opera di Arin stesso.
Il torneo procede con Frak, maestro del terremoto, che si scontra con Cole, maestro della terra, e ne esce vincitore. Lo scontro seguente mette di fronte Nya e Nokt: la loro sfida consiste nel toccare più ologrammi di gemme possibili. Lo scontro comincia e i due sfidanti riescono a raccogliere una gemma ciascuno. Tuttavia, Nokt, andando in difficoltà, decide di stare lo Shatterspin, respinto da Nya con la tecnica del drago levante; questo permette alla ninja dell'acqua di toccare l'ultima gemma, ma mentre sta per farlo, l'ologramma sparisce e finisce vicino a Nokt, che vince la sfida. I ninja cominciano a insospettirsi, poiché le sfide vengono costruite tutte a loro sfavore. La sera, una luce potente entra nell'alloggio dei ninja e sveglia Cole. Quest'ultimo segue la luce e scopre che nella città dei templi c'è un altro monastero.

## La spada della visione
- Titolo originale: The Sword Shatters
- Diretto da: Daniel Ife
- Scritto da: Glen Lakin

### Trama
Nya, dopo essere stata eliminata dal torneo, decide di andare via dalla città dei templi per cercare Jay, anche se Lloyd le promette che lui e gli altri ninja la raggiungeranno una volta terminato il torneo. Quando nella stanza restano solo Nya e Riyu, la voce di Kai comincia a riecheggiare nell'alloggio dei ninja e Nya riesce ad avere una comunicazione con lui. Tuttavia, mentre discutono su come liberarlo dallo spazio Nether, la comunicazione s'interrompe per colpa di qualcuno che irrompe nell'alloggio dei ninja.
Poco dopo, quando i ninja tornano nel loro alloggio, Arin spiega di essere stato beccato insieme a Riyu da Ras, ma che comunque l'uomo tigre non li ha trattenuti. Per questo motivo, Arin rivela che Ras potrebbe non essere l'unico sospettato come attentatore della matriarca e svela gli altri indagati come Zur, Zeatrix o Bleckt, per poi spiegare di aver trovato anche uno strano simbolo nel punto in cui Riyu ha sentito l'odore dei nindroidi che hanno attaccato i partecipanti del torneo qualche notte prima. Sotto consiglio di Cole, Arin si reca al museo della città, supponendo che lì possa trovare le informazioni che gli servono. Intanto, Lloyd ha una visione potente in cui vede che il giorno stesso sfiderà Zeatrix e perderà. Arin arriva al museo e incontra Roby, il cui kimono, appartenuto a tutti gli organizzatori del torneo del passato, possiede lo strano simbolo che aveva trovato con Riyu.
Intanto, al torneo, Frak sfida Zur e vince lo scontro seguendo alcuni consigli di Cole, ma facendo arrabbiare Ras. Quest'ultimo ribadisce a Frak che è solo lui il suo maestro e che non deve ascoltare consigli da nessun altro. Alla fine della giornata, la visione di Lloyd si avvera e il ninja verde è costretto ad affrontare Zeatrix: la sfida consiste in una lotta corpo a corpo in cui, però, il colpo finale deve essere dato con un'arma presente sul ring. Tra le armi, Lloyd vede anche la spada della sua visione, perciò comincia ad evitare i colpi di Zeatrix e a non contrattaccare per far sì che la visione non si avveri. Tuttavia, comprende successivamente che così si sta ponendo dei limiti, per cui, dopo un intervallo, si dà forza e batte Zeatrix. Quest'ultima, nonostante sia la perdente, non accettando la sconfitta, risale sul ring e colpisce Lloyd a morte, mandandolo, però, solamente in coma.

## Indizi e sospetti
- Titolo originale: Clues and Suspect
- Diretto da: Shane Poettcker
- Scritto da: Liz Hara

### Trama
Roby e Bleckt si recano con Zeatrix all'alloggio dei ninja per scusarsi. Lloyd è ancora in coma, ma Roby afferma che il torneo deve continuare e, quando si sarà risvegliato, gli consegnerà i poteri che gli spettano; inoltre, rivela che Zeatrix, per il suo comportamento sleale, è stata espulsa dal torneo e da quelli che ci saranno in futuro. Quando Roby va via, Arin rivela a Wyldfyre i suoi sospetti verso di lui. Pertanto, i due si dirigono all'ufficio di Roby e Bleckt durante gli incontri, in modo tale da cercare indizi o prove che possano confermare la teoria di Arin. Tuttavia, l'ufficio si scopre essere chiuso a chiave. Al torneo, Sora e Frak si scontrano in una sfida in cui chi cade prima dalla piattaforma di combattimento perde. Sora riesce ad avere la meglio e a prevalere, ma Lord Ras incita Frak a indossare la maschera da lupo per fargli attivare lo Shatterspin; Frak, non volendo vincere in modo sleale, va contro il suo maestro e non indossa la maschera, ma Sora lo sconfigge gettandolo fuori dal ring.
Ras va su tutte le furie e caccia Frak dalla sua squadra, affermando di non volerlo mai più vedere. Dopo la sfida, Roby e Bleckt tornano al loro ufficio e Wyldfyre, per nascondere i tentativi di Arin di cercare indizi, ammette a Roby che gli piace ed è innamorata di lui. Poco dopo, Bleckt invita Arin e Wyldfyre a seguire il torneo, mostrando per sbaglio il fondo del suo bastone, dove è disegnato il simbolo visto da Arin nel punto in cui l'attentatore della matriarca ha inviato i nindroidi di qualche notte prima. Mentre la porta dell'ufficio si sta per chiudere, Arin, senza farsi vedere da Bleckt, riesce a bloccarla. Avendo via libera, Arin e Wyldfyre entrano nella stanza e scoprono un passaggio segreto che conduce a un sotterraneo; scoprono che Bleckt ha appeso sul muro dei post in cui prende in giro suo nipote Roby, che odia profondamente, ma ha anche segnato sul calendario un incontro con Ras il giorno prima del torneo.
Nel frattempo, Lloyd, dopo aver sognato il drago sorgente del movimento, riesce a svegliarsi e a partecipare al torneo. Lo sfidante del ninja verde si rivela essere Nokt, con il quale ha uno scontro equilibrato. Tuttavia, Bleckt interrompe la sfida, affermando che, secondo il regolamento, un partecipante ferito, come Lloyd, non può combattere, per cui decreta vincitore Nokt a tavolino. Intanto, Sora riceve da Jordana un biglietto con un rebus che, una volta risolto, rivela la frase "Corna nel monastero"; pertanto, Arin chiede aiuto a Cole per raggiungere il monastero della città dei templi, dove cercare altri indizi. Grazie a un mech di sua madre, che si trovava vicino al museo della città, Cole riesce a creare un ponte e ad attraversare il burrone. Giunti dinanzi al monastero, Arin e Cole vedono delle luci simili a quelle che avevano guidato, qualche notte prima, il ninja della terra in quel luogo. Le luci si fondono e creano un fantasma luminoso, il cui aspetto ricorda il maestro Wu.

## L'incontro finale
- Titolo originale: The Final Game
- Diretto da: Daniel Ife
- Scritto da: Eugene Son

### Trama
Migliaia di anni prima della fusione, nel regno delle Terre Selvagge, i cinque proibiti dominavano qualsiasi cosa: Nokt si recò da sua sorella Rox, portando uno schiavo della tribù antenata di Ras; mentre i cinque si vantavano della loro potenza, Rontu ed Egalt giunsero dall'oriente per sconfiggerli definitivamente e spedirli nello spazio Nether. Nel presente, Rox, che si è impossessata del corpo di Jordana, parla con Nokt, ammettendo di volersi sbarazzare di Ras e ritornare a conquistare ogni luogo. Intanto, Wyldfyre riesce a rubare il registro di Bleckt, ma scopre che ogni singola parola scritta è incomprensibile. Al monastero della città dei tempi, invece, il fantasma di Wu porta Cole e Arin all'interno; qui, i due trovano sedici portali, ciascuno per ogni regno. Il fantasma di Wu fa notare a Cole che sul soffitto del monastero sono incastonate le corna dei tre draghi Arc che sono stati uccisi. Arin, volendo vederci chiaro, chiede a Wu se è stato lui a causare la fusione, come gli era stato detto da Ras; il fantasma di Wu conferma quanto domandato, per poi dividersi in tante luci e sparire nel nulla.
Nel frattempo, Wyldfyre, stufa di cercare di tradurre il registro di Bleckt, viene aiutata da Zur, scoprendo che la lingua, con cui sono scritte le parole del libro, è il devoniano, la razza da cui proviene proprio Zur. La sera, il torneo sta per giungere al termine: Roby rivela che si è giunti all'incontro finale, in cui Sora dovrà sfidare Nokt. La sfida parte e i due cominciano a combattere. Durante lo scontro, Arin raggiunge Lloyd e lo avvisa di aver trovato, insieme a Cole, le corna che stavano cercando nel monastero della città dei templi, e gli rivela anche di aver visto il maestro Wu e di quanto saputo sulla causa della fusione. Lloyd, allora, manda Arin e Zane a prendere le corna, in quanto presume che Ras le abbia rubate per avvicinarsi ai draghi sorgenti dopo che avrà ottenuto tutti i poteri degli elementi dalla vittoria del torneo. Durante lo scontro, Sora si accorge dell'impianto di controllo che Nokt ha dietro la testa e lo usa per creare un'ape robot. Sora, con il suo ingegno, riesce a prevalere sul suo avversario, ma l'arena si capovolge favorendo Nokt. Quest'ultimo, sfruttando il vantaggio, riesce a battere Sora e a vincere il torneo delle sorgenti.
Tuttavia, prima che Nokt ottenga tutti i poteri degli elementi, Wyldfyre si presenta all'arena insieme a Zur e rivela la verità sui giochi: tutto il torneo è stato truccato; infatti, Bleckt ha inviato i nindroidi malvagi per sbarazzarsi della concorrenza di Ras, inviandone uno anche contro Ras stesso per depistare le indagini. Bleckt rivela di aver fatto una cosa del genere per colpa di Roby, che considera un sempliciotto che ha rovinato i giochi; pertanto, Bleckt, una volta aiutato Ras a vincere, si sarebbe sbarazzato di suo nipote e sarebbe diventato il nuovo maestro dei giochi. Nokt, intanto, stufo della discussione, ruba la coppa a Roby e ottiene tutti i poteri elementi: si scopre che sono stati lui e Rox, ancora nel corpo di Jordana, ad aver ucciso i draghi Arc, in quanto con l'avorio di drago e una moltitudine di poteri degli elementi possono riportare in vita il resto dei proibiti. Ras va su tutte le furie, ma non avendo più il controllo su Nokt tramite l'impianto, viene steso dai guerrieri lupo, che fanno il loro ingresso nell'arena, ora sotto il comando dei proibiti.

## Il tradimento
- Titolo originale: Elements of Betrayal
- Diretto da: Shane Poettcker
- Scritto da: Kevin Burke, Chris "Doc" Wyatt

### Trama
Nell'arena, Nokt e Rox ordinano a tutti i guerrieri lupo di eliminare tutti gli altri maestri degli elementi. I ninja e Ras, stufi dei due proibiti, tentano di attaccarli e incitano Roby a usare la coppa per restituire a tutti i poteri. Nokt, tuttavia, colpisce Roby e scappa via insieme a Rox verso il monastero della città dei templi, dove Cole, Zane e Arin tentano di prendere le corna di drago, conficcate, però, troppo in alto. Nel caos, rompono una parete e scoprono che al suo interno erano imprigionati Nya e Riyu, i quali erano stati messi all'angolo proprio da Nokt e Rox. Questi ultimi giungono al monastero e i ninja sul posto tentano di bloccarli.
Sul luogo, giungono anche Roby e Ras a mettere in difficoltà i proibiti, per cui, vista la situazione difficoltosa, Nokt entra nel monastero e Rox resta fuori e blocca Zane, Nya e Cole con dei poteri. Intanto, mentre gli altri maestri degli elementi tengono impegnati i guerrieri lupo all'arena, Lloyd e Wyldfyre entrano nel monastero e tentano di fermare Nokt. Scoprono che quest'ultimo sta combattendo con Arin e Ras, alleati momentaneamente, e che Roby è stato scaraventato giù dal burrone all'ingresso del monastero. 
Prima che Roby possa cadere, Wyldfyre lo salva e i due decidono di fidanzarsi ufficialmente e si promettono di restare uno accanto all'altra. Nel frattempo, Nokt usa i poteri degli elementi sulle corna di drago e porta indietro il resto dei cinque proibiti. Di conseguenza, lo spirito di sua sorella Rox esce dal corpo di Jordana e torna nel suo corpo originale. Jordana, allora, libera Nya, Zane e Cole, che erano ancora bloccati, per poi scappare via. Gli altri tre proibiti resuscitati, però, svengono al passaggio dallo spazio Nether e restano a terra. Allora, Lloyd, Sora, Nya, Zane, Cole, Arin e Ras si scontrano con Nokt, ma quest'ultimo ha la meglio su tutti, sia grazie all'uso dello Shatterspin che al vantaggio di possedere tutti i poteri degli elementi dei partecipanti al torneo. Nya, intanto, capendo di avere un'occasione unica, sfrutta una scintilla di Riyu, apre di nuovo il portale con lo spazio Nether e libera Kai e Bonzle. 
Kai, tornato nel mondo normale, con il suo potere del fuoco, affronta Nokt, ma deve fare i conti con i poteri dei partecipanti del torneo che possiede il suo avversario. Tuttavia, Roby torna dal burrone con Wyldfyre e, tramite la coppa degli elementi, priva Nokt dei poteri e li restituisce a tutti i legittimi proprietari. Nokt e Rox, allora, scappano via tramite uno dei portali del monastero, portando con loro gli altri proibiti svenuti e anche Ras, accasciato a terra. Arin, capendo che Ras è l'unico a sapere dove sono i suoi genitori, decide di seguirlo e abbandonare i ninja, i quali non riescono a fermarlo per colpa di un'esplosione. Quest'ultima spedisce i cinque proibiti in una zona del mondo differente da quella di Arin e Ras. La battaglia giunge al termine: Bleckt e Cinder vengono incarcerati e Sora viene dichiarata vincitrice ufficiale del torneo. Al ritorno al monastero di Spinjitzu, il drago sorgente del movimento si presenta dinanzi a Lloyd e lo ringrazia per aver scoperto chi era l'attentatore della matriarca; successivamente gli dona un'icona del drago, un'arma in grado di evocare per una sola volta il drago sorgente. Arin, invece, da un'altra parte del mondo, accende un fuoco accanto a Ras, ancora svenuto, affermando che solo con lui potrà ritrovare i suoi genitori.